# Macecraft Software
Macecraft Software — финская компания, занимающаяся разработкой программного обеспечения с закрытым исходным кодом для Microsoft Windows. 
Компания была основана в 2003 году Jouni Vuorio и Jani Vuorio. Получила небольшую известность и узнаваемость благодаря утилите Jv16 PowerTools. Другая продукция, которая уже не поддерживается разработчиками, включала в себя две утилиты, RegSupreme Pro и RegSupreme.
Продукты компании были опубликованы во многих популярных компьютерных журналах, в числе которых InformationWeek, PC World и PC Today. С большим ростом загрузок, число которых составило больше миллиона, компания Macecraft Software получила больше поклонников.
В 1999 году, до создания компании Jouni Vuorio разработал бесплатное программное обеспечение под названием RegCleaner как хобби. Трансформация из создания freeware в shareware-продукцию также произвела горячее обсуждение пользователей.

## Продукция
- RegSupreme
- Jv16 PowerTools